# Bdsm-checklist
Een bdsm-checklist is een controlelijst waarop bdsm-voorkeuren en -fetisjen geclassificeerd kunnen worden. Zo'n lijst wordt in de bdsm-wereld wel gebruikt als hulpmiddel om efficiënt, en soms anoniem, te kunnen communiceren wat iemand wel of niet aanspreekt. Het belang hiervan is, dat bij bdsm-contacten gedurende het contact de onderdanige niet altijd in staat is om aan te geven waar voorkeuren liggen en waar grenzen.
Op de checklist kan worden aangegeven waarmee men ervaring heeft en wat binnen de persoonlijke voorkeuren valt. De verschillende items worden ook wel gecategoriseerd per thema. De groepen omvatten meestal: bondage (beperking bewegingsvrijheid), rollenspel, pijn en seksuele handelingen en soms ook kleding.
Aan de hand van de ingevulde checklists kunnen de dominante (Dom of Domme) en onderdanige (sub) partijen bespreken wat zij wel en niet in het spel willen betrekken. Zo weet de sub wat hij of zij van de Dom(me) kan verwachten en heeft de Dom(me) inzicht in de harde grenzen van de sub. Een harde grens is iets waar de bdsm'(st)er zich absoluut niet mee bezig wil houden. (Iemand die dol is op bondage hoeft zich helemaal niet aangetrokken te voelen tot een rollenspel waarbij de sub in een luier rond zal lopen.) Er is afgesproken dat de Dom(me) deze grenzen zal respecteren.